# Flemming Povlsen
Flemming Søgaard Povlsen (Brabrand, 3 dicembre 1966) è un allenatore di calcio ed ex calciatore danese, di ruolo attaccante.

## Carriera

### Club
Ha militato nell'Aaraus (1984-1986), nel Castilla (1986-1987), nel Colonia (1987-1989), nel PSV (1989-1990) e dal 1990 nel Borussia Dortmund, squadra con cui concluse la carriera nel 1995.

### Nazionale
Conta 62 presenze e 21 reti nella Nazionale danese tra il 1987 e il 1994. Con la Danimarca ha partecipato agli Europei 1988, conclusisi con l'eliminazione nella fase a gironi, ed agli Europei 1992, vinti dalla squadra danese, che batté in finale la Germania per 2-0.

## Palmarès

### Club
- Coppa dei Paesi Bassi: 1

PSV Eindhoven: 1989-1990
- Campionato tedesco: 1

Borussia Dortmund: 1994-1995

### Nazionale
- Campionato d'Europa: 1

Svezia 1992